# Memumo
A Memumo a Üzenet a jövőből – A Mézga család különös kalandjai című magyar rajzfilmsorozat harmadik része, a sorozat epizódjaként a Mézga család öttödik része.

## Cselekmény
Mézgáék el akartak menni kempingezni, de esik az eső, így kénytelenek hazamenni. Géza MZ/X segítségét szeretné kérni, ezért felkeresi Aladárt. Döbbenten látja, hogy fia "rugósította" a rádiót, hogy arra ne kelljen akkorát ütni, amikor elindul az adás. MZ/X bejelentkezésekor elpanaszolja, mi a gond, Öcsi pedig ezért küld neki egy memumót (meteoro-muto-motor), amivel szabályozható az időjárás. A készülék engedélyköteles, ezért azt előbb megkéri MZ/X a jövőben, majd közli Gézával, hogy mielőtt ő is használná, ki kell kérnie az illetékes szakhatóság engedélyét.
Miután Géza kipróbálta, kölcsönkéri Máristól a zsúrkocsit utánfutónak és elindulnak kempingezni. Útközben egy rendőr megállítja őket, aki az utánfutó szabálytalansága felől kérdezi őket. Szellemesen úgy oldják meg a problémát, hogy mivel Maffia hátrakerül, van az utánfutónak "macskaszeme", és Blöki személyében egy index is.
Hiába mentek el kempingezni Mézgáék, az idő ugyanolyan rossz volt, mint előtte. Ezért Géza engedélyt kér a kemping tulajdonosától, hogy bekapcsolhassa a memumót. Ott bolondnak nézik őt, és természetesen megengedik neki. A készüléknek két állása van: DERMEL (derűs, meleg) és HIFA (hideg, fagyos). Géza a DERMEL kapcsolót a maximumra állítja, aminek köszönhetően elviselhetetlen forróság lesz.  A kempingtulajdonos követeli, hogy csináljon valamit, de nem tud, mert a kapcsoló annyira forró, hogy nem lehet megfogni. Kiegyenlítésképp meghúzza a HIFA kart is, aminek köszönhetően pedig borzalmas hideg és hóesés alakul ki. Ezúttal a HIFA kar az, amelyik befagy és nem lehet rajta állítani, így nincs más megoldás: mindkét kart a maximumra kell állítani, még úgy is, hogy Aladár figyelmezteti, hogy ennek vihar lesz a következménye. Ki is tör a vihar, aminek következtében a memumó összetörik, Mézgáék sátra pedig egy fán köt ki.

## Alkotók
- Rendezte: Nepp József
- Írta: Nepp József, Romhányi József
- Zenéjét szerezte: Deák Tamás
- Operatőr: Bacsó Zoltán, Klausz Alfréd, Nagy Csaba
- Hangmérnök: Horváth Domonkos
- Vágó: Czipauer János
- Tervezte: Koltai Jenő
- Háttér: Szoboszlay Péter
- Rajzolták: Görgényi Erzsébet, Peres Júlia
- Animációs munkatárs: Gémes József
- Munkatársak: Ács Karola, Csonkaréti Károly, Hódy Béláné, Kiss Lajos, Kökény Anikó, Lőrincz Árpád, Paál Klára, Stadler János, Szabó Judit, Szántai Lajosné, Tormási Gizella, Zoltán Annamária
- Színes technika: Boros Magda, Dobrányi Géza, Fülöp Géza, Kun Irén
- Tanácsadók: Balla Katalin, Gáll István, Székely Sándorné
- Gyártásvezető: Kunz Román

Készítette a Magyar Televízió megbízásából a Pannónia Filmstúdió

## Szereplők
- Mézga Géza: Harkányi Endre
- Mézgáné Rezovits Paula: Győri Ilona
- Mézga Kriszta: Földessy Margit
- Mézga Aladár: Némethy Attila
- Dr. Máris Ottokár: Tomanek Nándor
- MZ/X: Somogyvári Rudolf
- Rendőr az országúton: Surányi Imre
- Kemping tábor fő szervezője: Szoó György
- Horgászok: Horváth Pál, Fodor Tamás
- Afrikai férfi: Deák B. Ferenc